# Колизы
Колизы (лат. Colisa) — род лабиринтовых рыб из семейства макроподовых (Osphronemidae). Включает 4 вида рыб. Имеется лабиринтовый аппарат, с помощью которого рыбки дышат атмосферным воздухом. Их отличие — два нитеобразных брюшных плавника, служащие органом осязания. Ареал — Индия.

## Ареал
Медовая колиза живет в бассейнах рек Ганг и Брахмапутра (Индия и Бангладеш), в водоемах с низким уровнем воды и высокой температурой. Колиза полосатая встречается в южной и юго-западной части передней (западной) Индии и в бассейнах рек Инд, Ганг, Годавари, Махапади, Нарманда, преимущественно в небольших, хорошо освещаемых солнцем водоемчиках. Лябиоза обитает в водоемах реки Иравади и в мелких речках Восточной Индии и Бирмы. Лялиус — обитатель рек Инд, Ганг, Брахмапутра, его ареал доходит до северной Индии, эта рыбка предпочитает водоемы с чистой, насыщенной кислородом водой, но описаны случаи нахождения лялиусов и на рисовых полях.

## Отличительные черты

### Тело
Полосатая колиза — самый крупный представитель рода (до 10 см). Лябиоза растёт до 7-8 см; лялиус небольшого размера, 5 см. Медовый гурами — самый маленький в роде колиза, до 4 см.
Для них характерно овальное тело, сильно сжатое с боков; спинной плавник такой же длины, как и анальный. Два луча брюшных плавников длинные, нитеобразные. Эти нити служат органом осязания.
Самцы крупнее самок.

### Плавники
Самцы отличаются от самок более заострённым спинным плавником.

### Окрас
Полосатая колиза

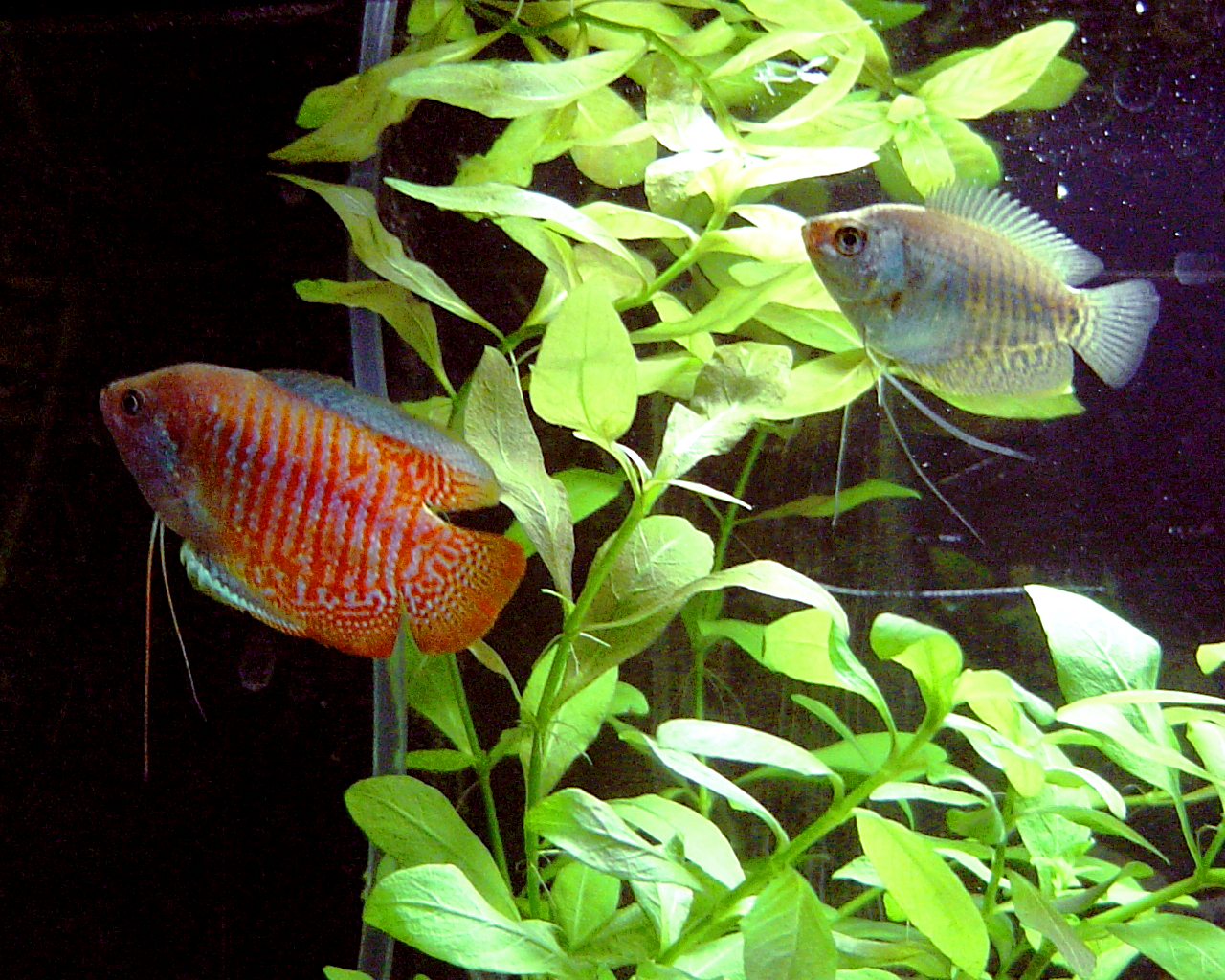
Лялиусы - самец и самка

Тело коричневато-красного цвета, по бокам расположены вертикальные полосы ярко-голубого цвета.
Лябиоза
Лябиозы классического окраса очень похожи на полосатых колиз. Такжы встречаются красный и красно-полосатый окрасы.
Лялиус
Лялиус имеет множество различных цветовых морф. Лялиусы окрашены очень ярко. Основной фон тела голубой. По бокам расположены вертикальные ярко-красные полосы разной ширины, которые заходят на анальный и хвостовой плавники. Брюшные плавники и грудь — красного цвета. Спинной плавник и жаберные крышки — голубого цвета.
У лялиуса красного окраса общий тон тела красный, причём красный цвет становится более насыщенным по направлению от головы к хвосту. Спинной плавник голубого цвета.
Встречаются окрасы:
- Классический
- Красный
- Кобальтовый
- Зелёный
- Красный неоновый
- Радужный

В 1979—1980 годы в продаже появились селекционные формы лялиусов — красная без полос с голубым спинным плавником и голубая с обратной окраской. Породы эти не стабильны, насыщенность окраски не всегда хорошая, часто без специального кормления гормонами они понемногу возвращаются к основной окраске вида. При разведении эти породы в первом поколении дают окраску обычных лялиусов, а во втором рецессивная окраска породы проявляется у некоторых самцов.
Медовый гурами
Основной цвет тела — кирпично-красный. Спинной плавник разделяет на две части наклонная полоса. Сверху плавник окрашен в неоново-жёлтый цвет, снизу он окрашен в основной цвет тела. От середины анального плавника вдоль туловища идёт вверх косая полоса, ниже её тело и нижняя часть головы окрашены в иссиня-чёрный цвет. Бывает также мор жёлто-золотистого цвета.
Самки всех цветовых морф лялиусов намного бледнее самцов.

## Содержание
Лябиоза впервые завезена в Европу в 1904 г., в СССР были широко распространены до 1941 г. Вновь доставлены в 1950 г. Колиза полосатая завезена в Европу в 1897 г., в России были до 1904 г., последний раз завезены в 1965 г. Лялиус завезён в Европу в 1903 г., в Россию, по-видимому, в 1905—1907 гг. Медовый гурами в Европу впервые завезен в 1963—1964 гг., в Россию — в 1965 г.
- полосатых колиз и лябиоз желательно содержать в аквариумах от 40 литров на пару, паре лялиусов хватит и 25 литров. А пару медовых гурами можно поселить в аквариум объёмом 10 литров.
- для колиз необходимо подбирать мирных соседей, так как брюшные плавники колиз, преобразованные в нити, являются раздражителем для хищных рыб.
- обязательны плавающие растения (риччия, пистия, водокрас, сальвиния), в их зарослях колизы строят гнёзда, наличие покрытой растениями поверхности воды делает рыб более спокойными
- чёрный некрупный грунт, коряги, они немного подкрашиваю воду и насыщают её гуминовыми кислотами, которые полезны для колиз.
- температура 22—24 °C (до 21 и не выше 28 °C)
- в густозасаженном, малонаселённом аквариуме фильтр и компрессор не нужны
- едят все виды кормов — сухие, живые, замороженные. Не следуют перекармливать колиз, так как они склонны к ожирению.
- Содержать колиз лучше не парой, а группой в 6-10 штук, поскольку и в природе они держатся стаями. Совмещать с более крупными лабиринтовыми, тем более с другими рыбами, крупнее их, не рекомендуется. Стаю колиз, особенно мелких видов, лучше содержать отдельно, они не любят суеты вокруг, но можно компоновать их с мелкими данио, харацинидами, сомиками.[1]
- жесткость 5—15°, кислотность 6—7,5[2].

## Размножение
Жизнь колиз в природе тесно связана с временами года, период размножения соответствует периоду муссонов, наполнением водоемов дождевой водой: приливание в аквариум свежей мягкой воды может быть стимулом к нересту. Размножение колиз несложно, основная сложность в выкармливании малька, так как он очень мелкий. Большой проблемой при отсутствии регулярных нерестов может стать кистование самок колиз.
Пенное гнездо строится на поверхности, имеет большее или меньшее включение растительных частиц. Оно обязательно фиксируется на месте с помощью включенных в его структуру стеблей и плавающих листьев. Работа под гнездом — удел самца, самку (или самок) после откладки икры самец отгоняет от места нереста. Инкубационный период 20-48 часов, мальки плывут через 2-5 суток. Мальки маленькие или очень маленькие (у лялиуса), поэтому стартовый корм — инфузории, «живая пыль».

## Поведение
Колизы мирные рыбы, хотя иногда встречаются драчливые экземпляры, особенно среди лялиусов. Снижения агрессивности можно добиться увеличением популяции рыб, увеличением количества самок (идёт рассеяние агрессии), увеличением количества растений и укрытий в аквариуме.

## Галерея

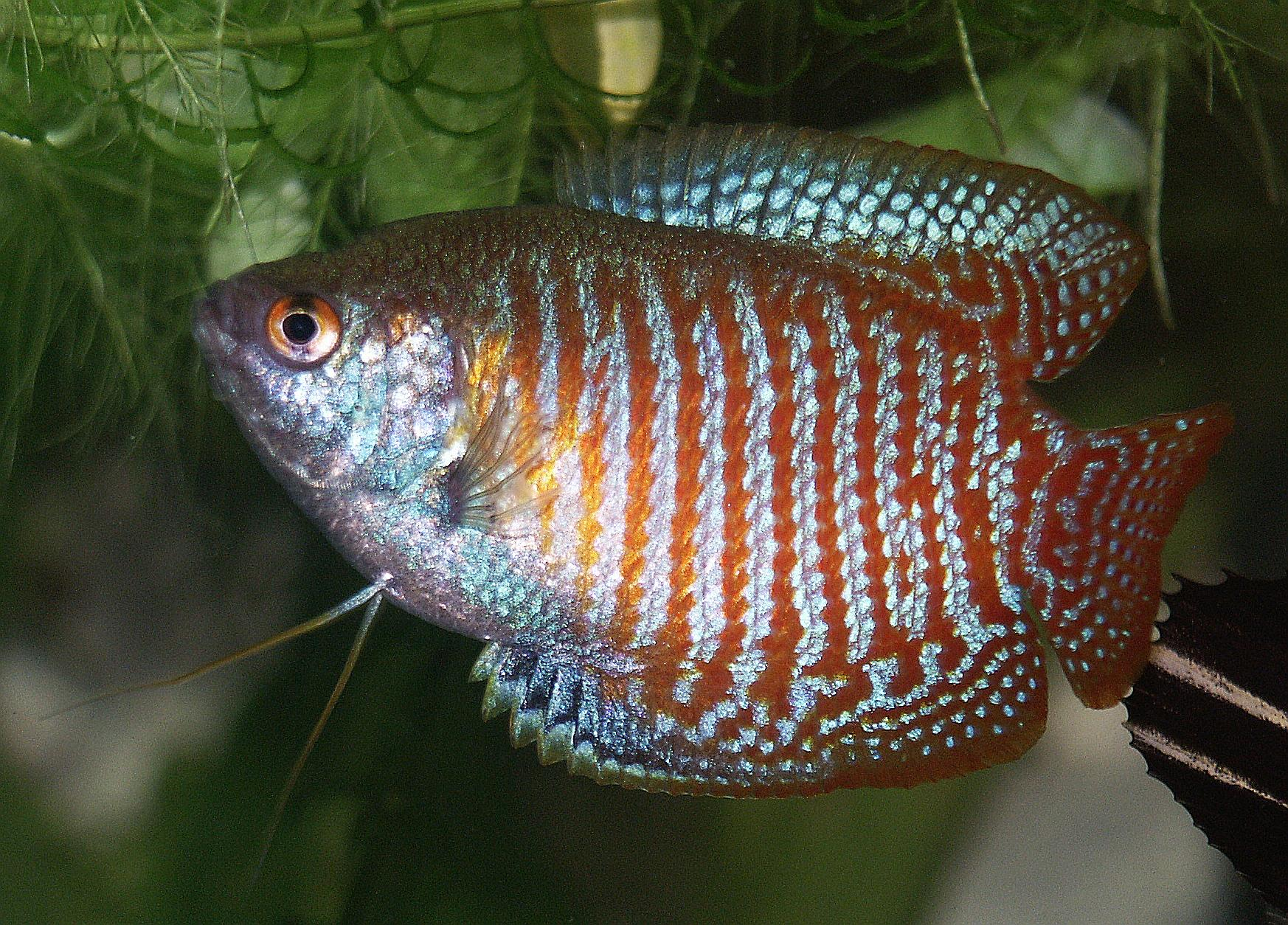
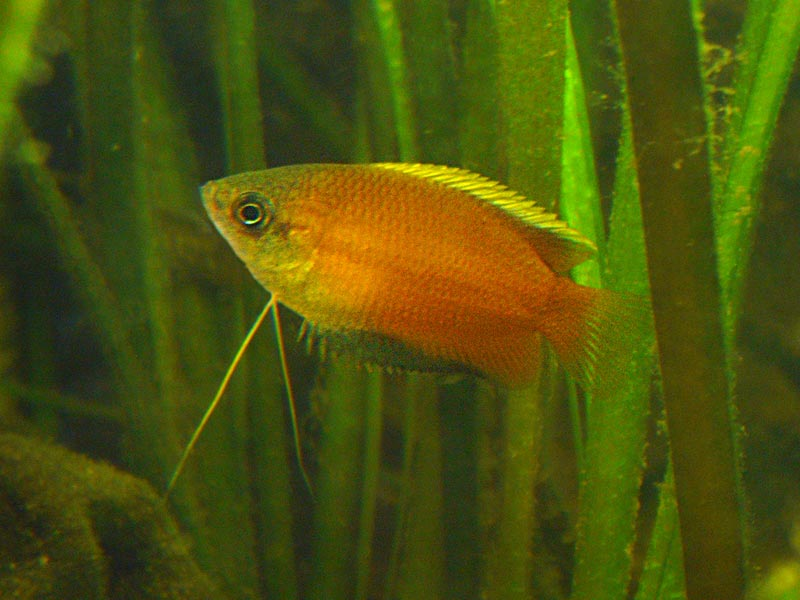
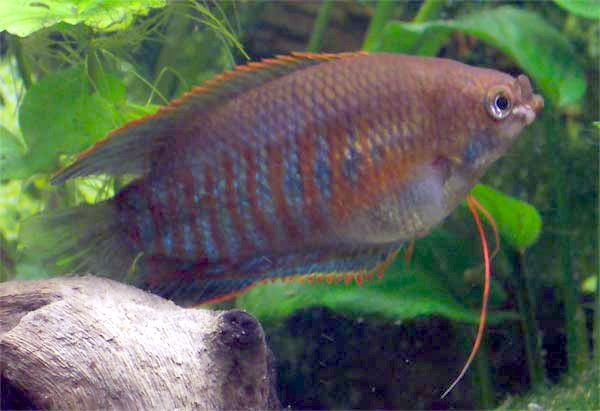
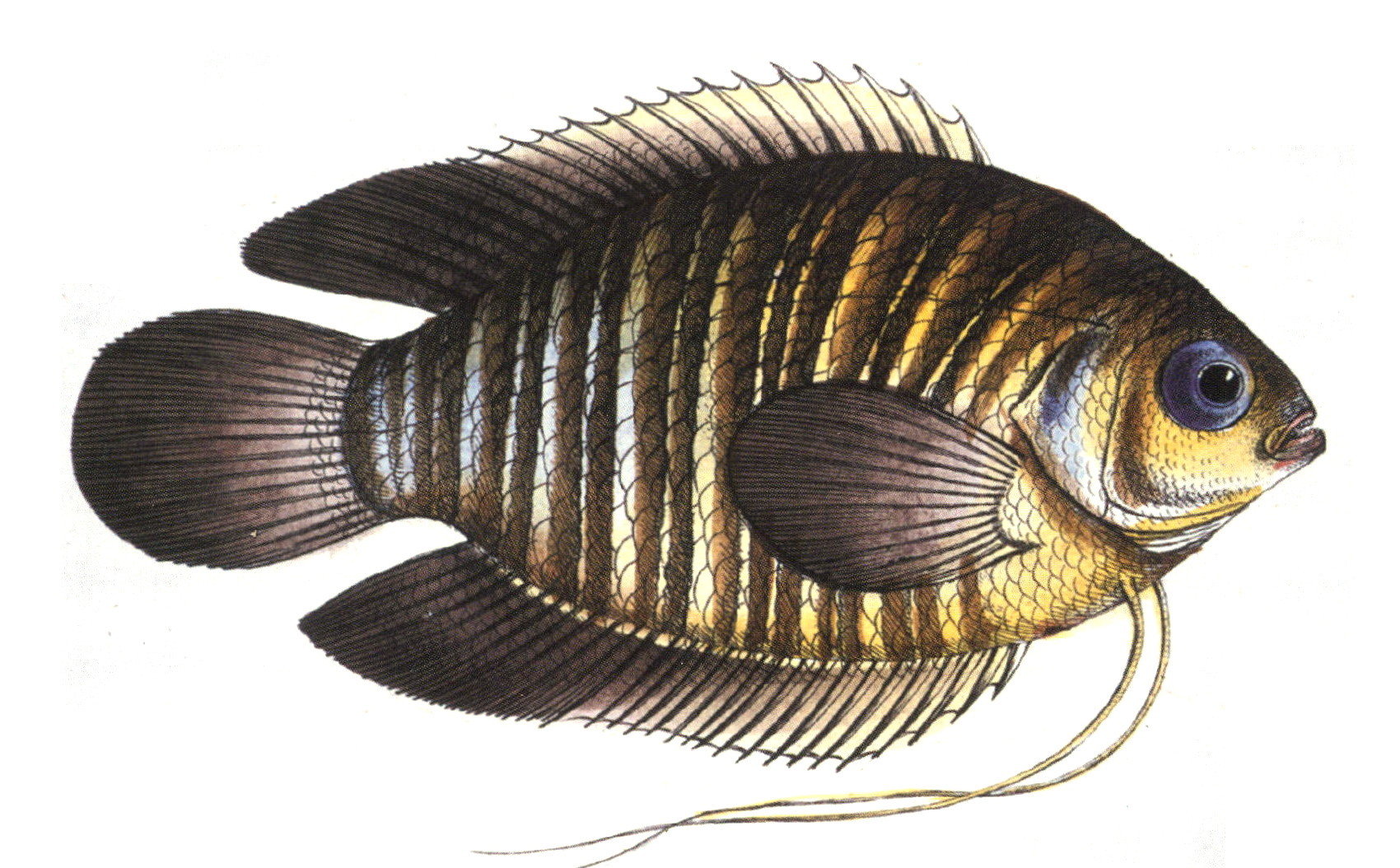